# Josef Barák

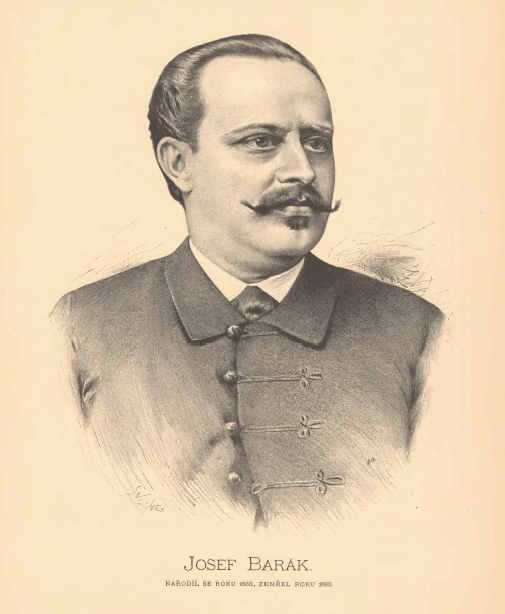
Josef Barák

Josef Barák (* 26. Januar 1833 in Prag; † 15. November 1883 ebenda) war ein tschechischer Politiker, Journalist und Dichter.
Von 1857 veröffentlichte er seine ersten Gedichte. Er gehörte der literarischen Gruppe Májovci an, in deren Almanach seine Erstlingswerke auch erschienen. Er gehörte ebenfalls zu den Organisatoren der tschechischen Nationalbewegung, so war er Mitbegründer der Turnbewegung Sokol, Künstlergesprächsrunde (Umělecká beseda) und zahlreicher Studentenzirkel.
Seine hauptberufliche Tätigkeit war der Journalismus. 1857 wurde er Redakteur der Prager Morgenpost und nach der Gründung der ersten tschechischsprachigen Zeitungen in den 1860er Jahren, leitete er die Zeitschrift Freiheit (Svoboda). Mit Jan Neruda vertrat er den neuen plebejischen demokratischen Radikalismus, ein Erbe der radikalen Demokraten des Aufstandes 1848 bis 1849. Er nahm sich der Probleme der arbeitenden Bevölkerung an und nahm an deren Aktionen teil. Er wurde zu einer populären und anerkannten Persönlichkeit, der heute jedoch nur noch in Fachkreisen ein Begriff ist.
Seit Beginn der 1860er Jahre wurde er durch seine politische Aktivität von der Polizei überwacht und kam mehrmals vor Gericht.
1871 wählte man ihn zum Redakteur der neu gegründeten Arbeiterzeitung Dělnické listy (Arbeiterblätter). Nach Auseinandersetzungen mit den Sozialdemokraten in der Redaktion verließ er diese im August 1872 wieder. 1. Oktober 1874 nahm er die Stelle des verantwortlichen Redakteurs der Zeitung Nationalblätter (Národní listy) an, damals die größte und einflussreichste tschechischsprachige Zeitung.